# ایستگاه متروی استنمور
ایستگاه استنمور یک ایستگاه از خط بیکرلو و از خطوط متروی لندن است که در منطقه استن مور قرار دارد و در ۱۰ دسامبر ۱۹۳۲ افتتاح شده‌است.

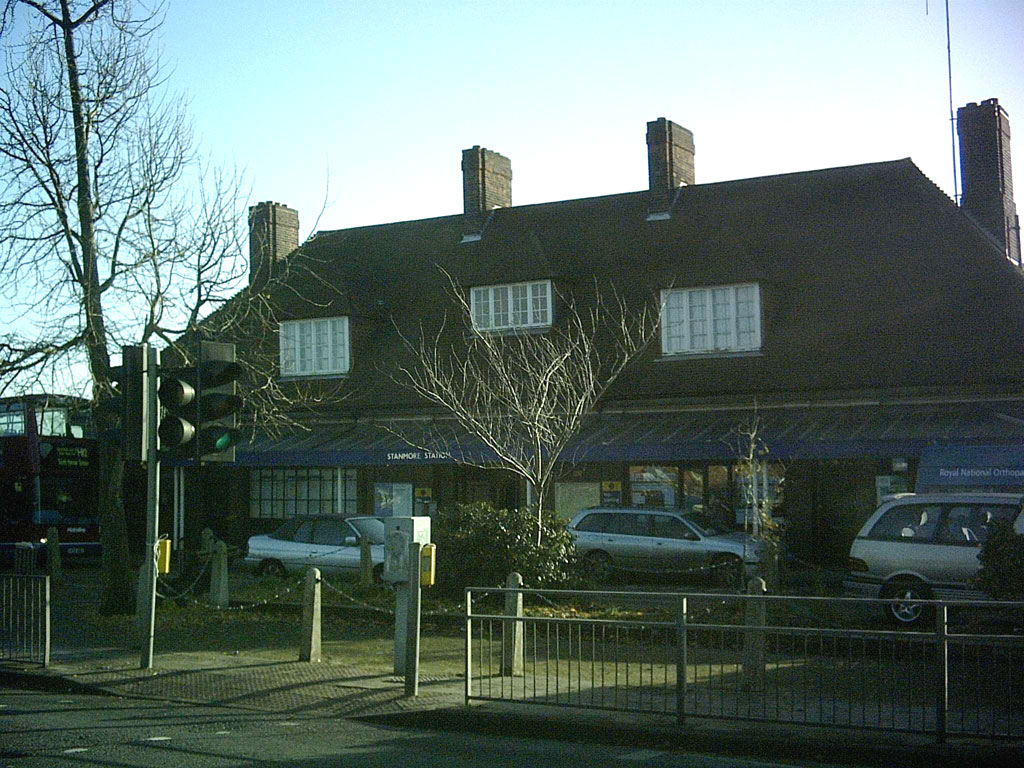
Stanmore

چرینگ

## نگارخانه

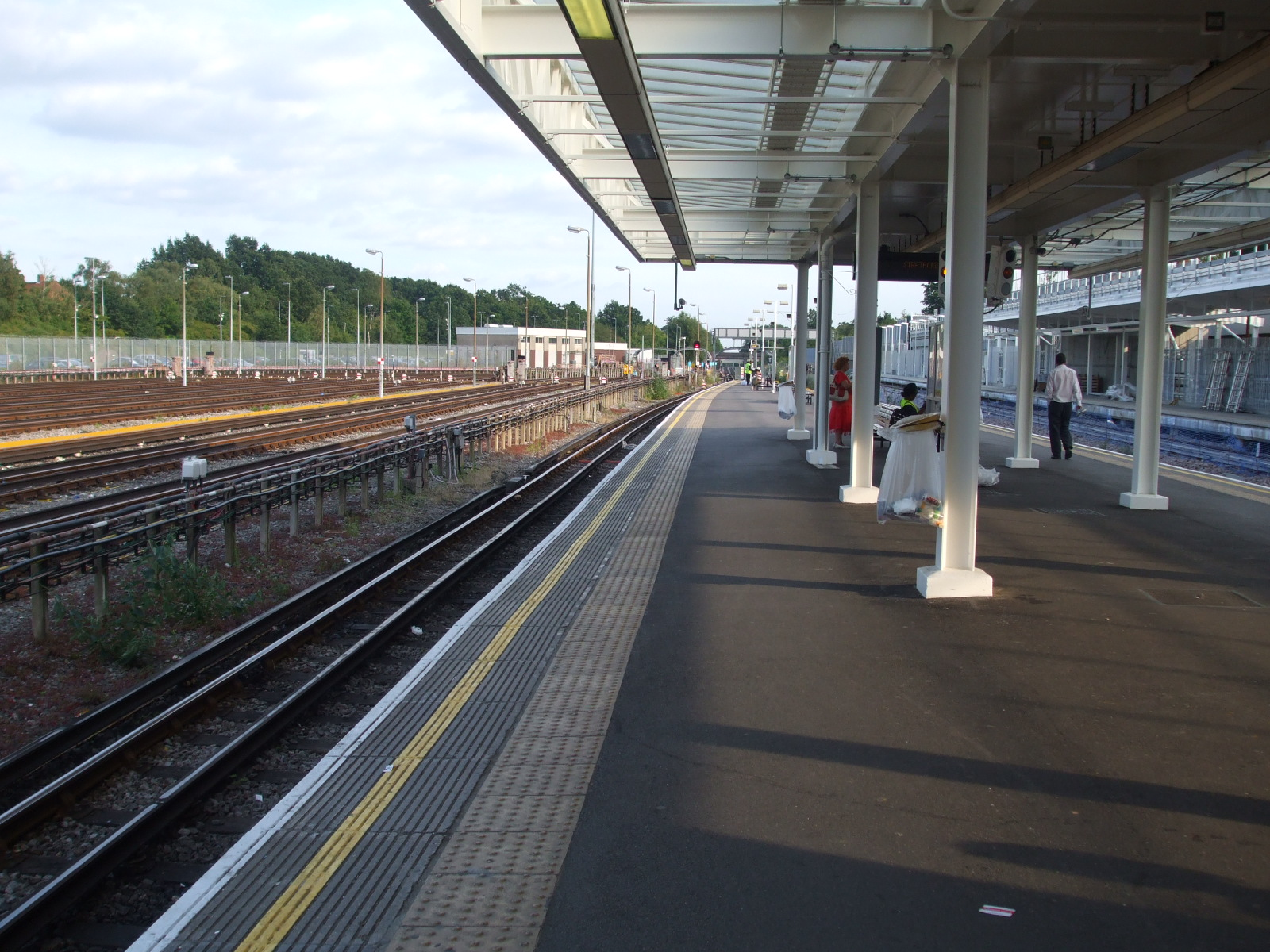
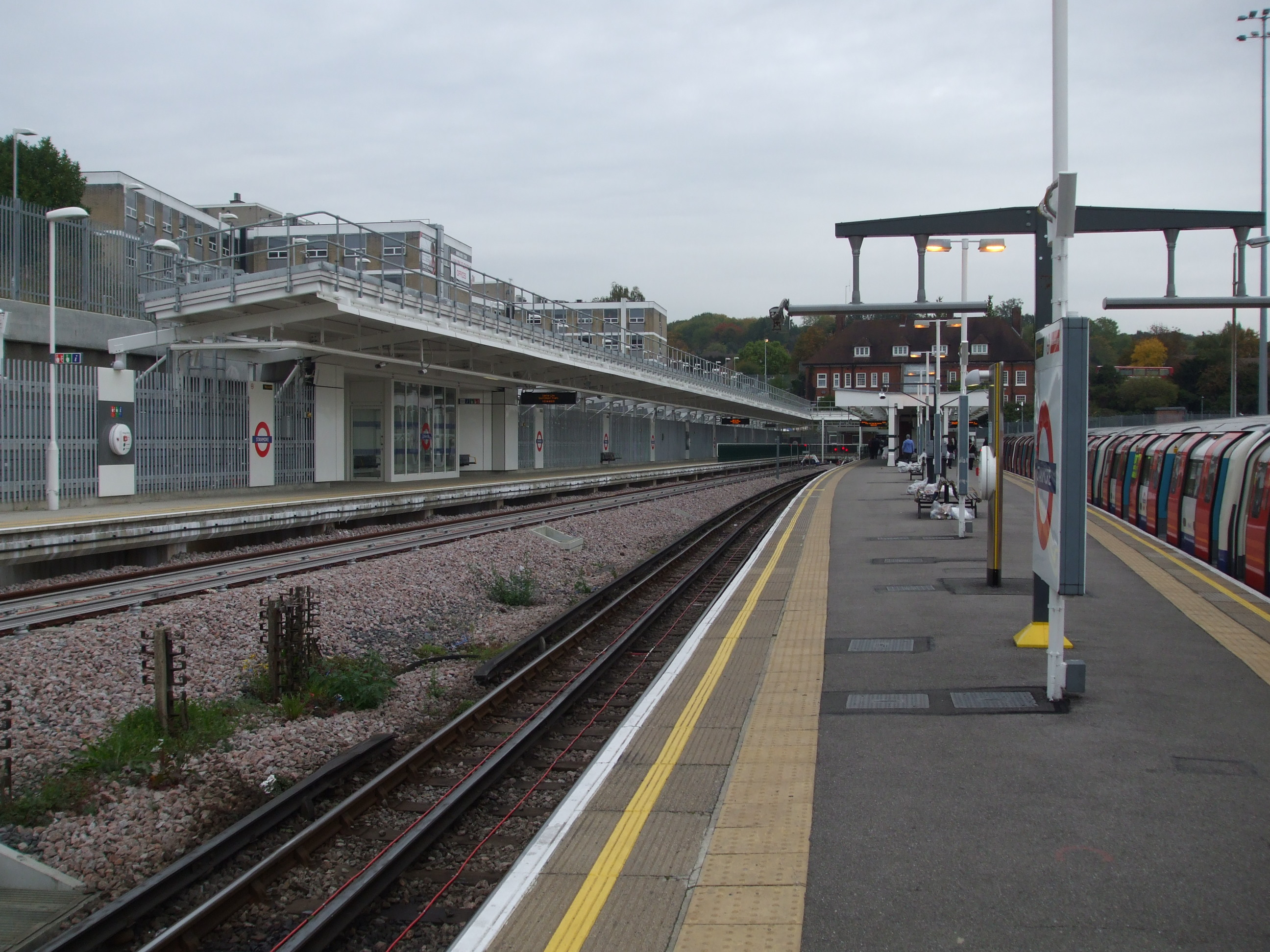
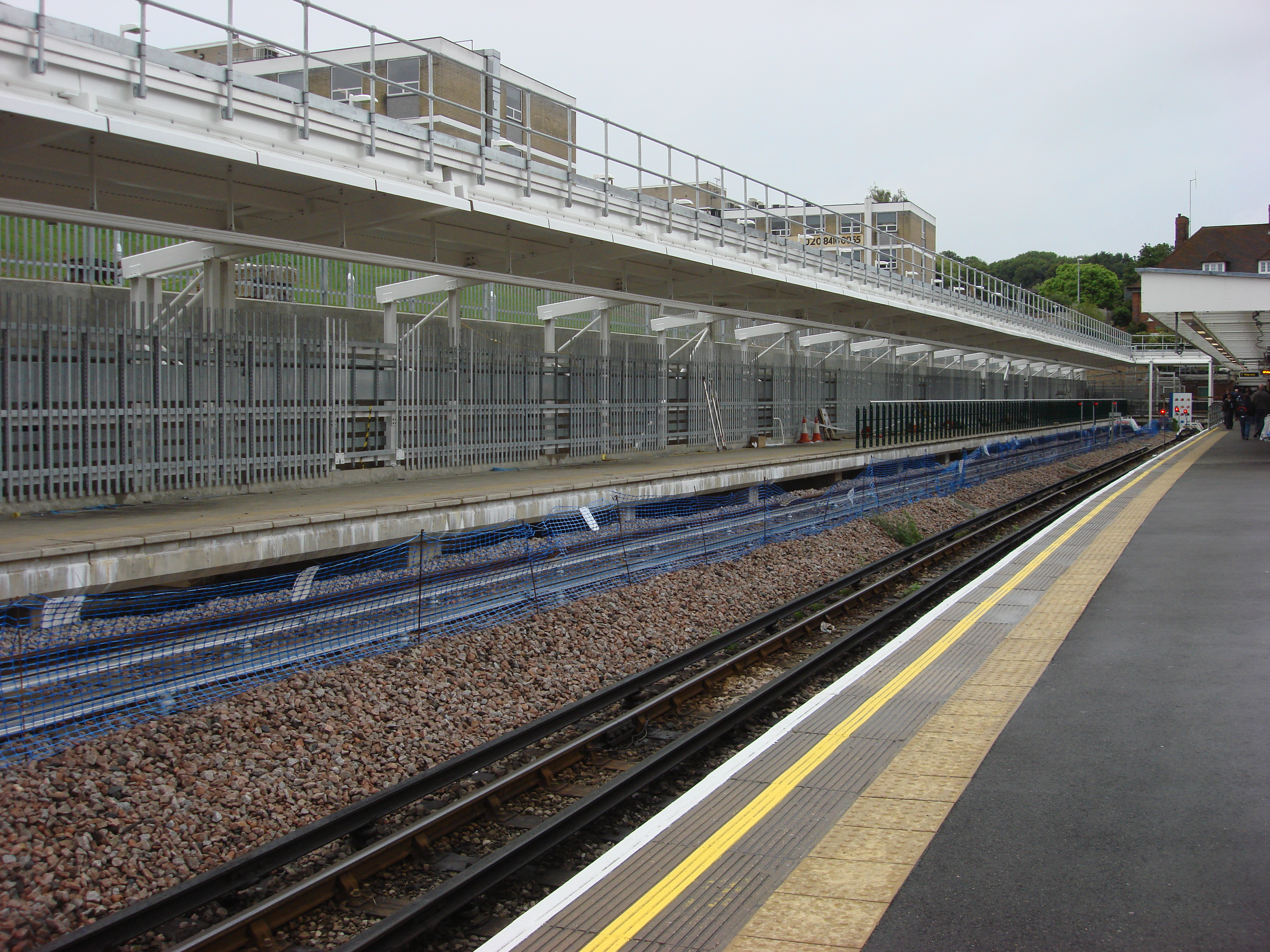
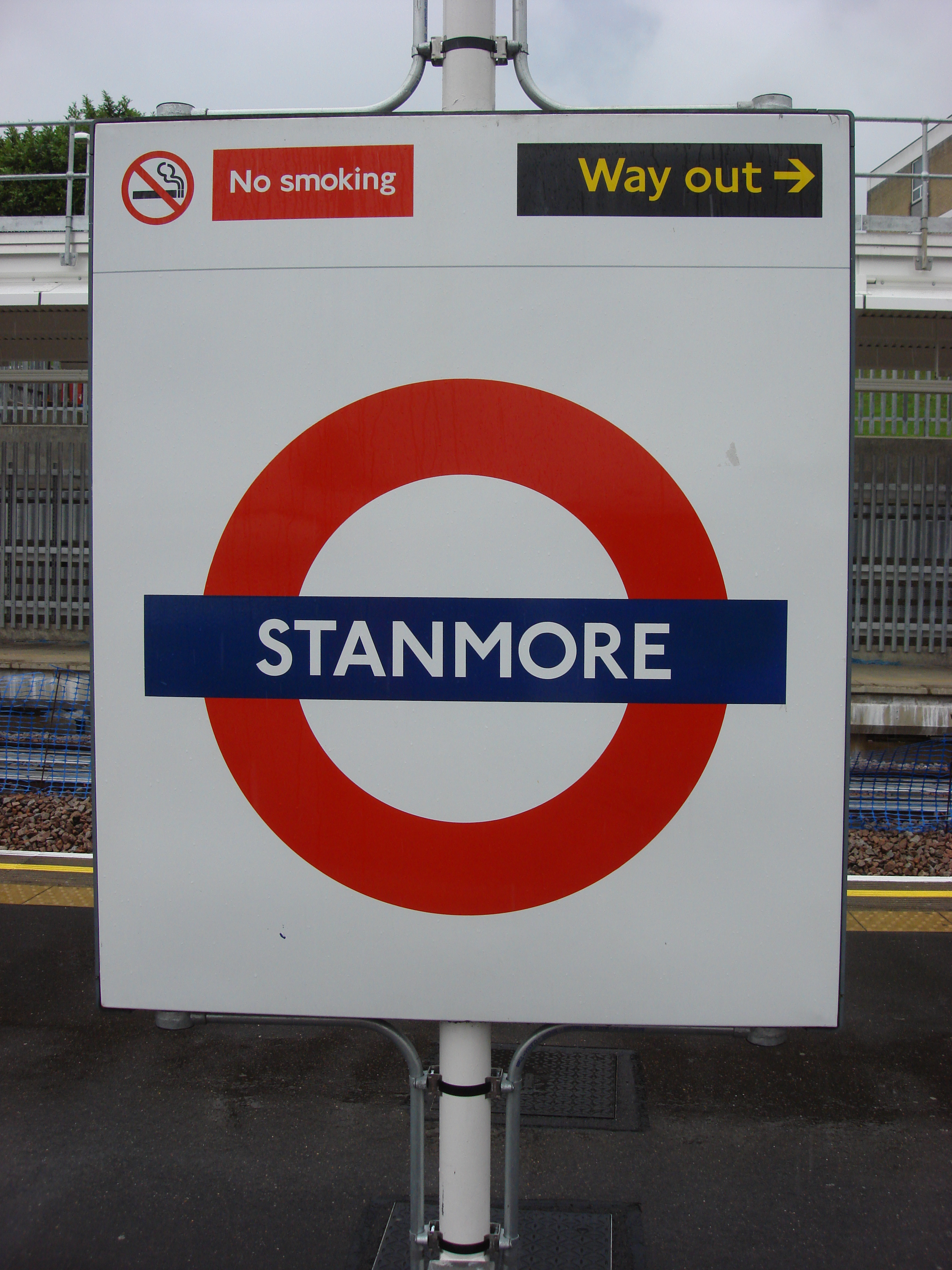